# バクチ・ダンサー
「バクチ・ダンサー」は、DOESの10作目のシングル。2010年4月21日にキューンレコードから発売された。

## 概要
前作から2ヶ月ぶりのリリース。ベスト・アルバム『SINGLES』先行シングルとなった。収録曲は2曲とも、アニメ映画『劇場版 銀魂 新訳紅桜篇』（2010年4月24日公開）のオープニング、エンディングにそれぞれ起用され、映画のために書き下ろされた。なお、『銀魂』のタイアップは今作で3度目であり、同バンド初の映画主題歌となった。
初回生産限定盤（銀魂盤）と通常盤の2形態で発売。初回盤は『銀魂』描き下ろしデジパックジャケットに加え、過去に同アニメのテーマソングとなった「修羅」、「曇天」の2曲も収録されている。また、通常盤にも初回仕様盤があり、『銀魂』描き下ろしアナザージャケットが封入されている。なお、銀魂盤は映画公開に合わせての発売だったため、映画との相乗効果もあり、完売する店が続出し、急遽アンコールプレスが行われることとなった。
初動売上は3万3164枚で自己最高初動売上を更新し、オリコンウィークリーチャートではDOESとしては初となる3週連続でTOP10入りした。2010年の年間チャートでは76位にランクインし、同バンド初の年間トップ100入りも果たした。
2015年1月現在、同バンドの最大のヒット曲であると同時に、『銀魂』のタイアップ曲でも最大のヒット曲となっている。
本作でテレビ朝日『ミュージックステーション』に初出演した（2010年4月30日放送分）。演奏の最後では盛り上がった勢いで、ベースの赤塚がドラムセットの上に乗り、ボーカルの氏原がアンプを倒したという（放送ではカット）。

## 収録曲

### 初回仕様限定盤
| 全作詞・作曲: 氏原ワタル、全編曲: DOES。 |                      |            |            |      |
| #                                        | タイトル             | 作詞       | 作曲・編曲 | 時間 |
| 1.                                       | 「バクチ・ダンサー」 | 氏原ワタル | 氏原ワタル | 2:56 |
| 2.                                       | 「僕たちの季節」     | 氏原ワタル | 氏原ワタル | 3:38 |
| 合計時間:                                | 合計時間:            | 6:34       |            |      |

### 初回生産限定盤（銀魂盤）
| 全作詞・作曲: 氏原ワタル、全編曲: DOES。 |                      |            |            |      |
| #                                        | タイトル             | 作詞       | 作曲・編曲 | 時間 |
| 1.                                       | 「バクチ・ダンサー」 | 氏原ワタル | 氏原ワタル | 2:56 |
| 2.                                       | 「僕たちの季節」     | 氏原ワタル | 氏原ワタル | 3:38 |
| 3.                                       | 「曇天」             | 氏原ワタル | 氏原ワタル | 3:12 |
| 4.                                       | 「修羅」             | 氏原ワタル | 氏原ワタル | 3:19 |
| 合計時間:                                | 合計時間:            | 13:05      |            |      |

## 楽曲解説
1. バクチ・ダンサー
  - ワーナー・ブラザース映画配給映画『劇場版 銀魂 新訳紅桜篇』主題歌
  - テレビ東京系アニメ『よりぬき銀魂さん』オープニングテーマ
  - タイトル中の「バクチ」は、「まっしぐら」といった意味の「驀地」からきている。元々は、賭博を意味する「博打」の方向で制作されたが、氏原が辞書を引いた際に「驀地」という言葉を知り、「驀地」の方が採用されることとなった[3]。
  - 歌詞の中にある『春風』は劇中のキャラクター・高杉晋助のモデルになった高杉晋作の諱でもある。
  - 横浜DeNAベイスターズの入江大生投手が、自身の登場曲に使用している。
2. 僕たちの季節
  - ワーナー・ブラザース映画配給映画『劇場版 銀魂 新訳紅桜篇』エンディングテーマ
  - テレビ東京系アニメ『よりぬき銀魂さん』エンディングテーマ
  - カップリング曲だが、PVが制作されている。なお、PVに出てくるロボットの名前は「モノタリナイクン」と呼ばれている。
3. 曇天
  - テレビ東京系列放送『銀魂』第5期オープニングテーマ（100話 - 125話）
  - 初回生産限定盤のみ。
4. 修羅
  - テレビ東京系列放送『銀魂』第5期エンディングテーマ（50話 - 62話）
  - 初回生産限定盤のみ。

## 収録アルバム
- 『SINGLES』（#1）
- 『MODERN AGE』（#1､#2）
- 『Neo Armstrong Cyclone Jet Armstrong Best』（#1､#2）
- 『銀魂BEST2』（#1､#2）

## 他のアーティストによるカバー
- ЯeaL - 2ndフルアルバム『ライトアップアンビバレンツ』（2020年9月16日発売）にボーナストラックとして収録[4]。